# Амеоби, Шола
Фолувашо́ла (Шо́ла) Амео́би (англ. Foluwashola "Shola" Ameobi; 12 октября 1981, Зариа, Нигерия) — английский и нигерийский футболист, нападающий.

## Карьера

### Клубная
Шола Амеоби переехал в английский Ньюкасл-апон-Тайн в возрасте пяти лет. В футбол он начал играть за «Уокер Централ Бойс Клаб», где он был замечен скаутами «Ньюкасл Юнайтед» в возрасте 13 лет. 1 июля 1995 года он был подписан академией клуба. Он прогрессировал в молодёжном составе, и 11 октября 1998 года дебютировал за резервную команду в матче против «Челси». Свою первую игру за основную команду Шола сыграл лишь два года спустя, 9 сентября 2000 года в домашней игре против «Челси». В своём дебютном сезоне Шола появлялся на поле в 22 матчах, подменяя травмированных Алана Ширера и Карла Корта.
В розыгрыше Лиги чемпионов 2002/03 Амеоби запомнился, сравняв счёт на «Ноу Камп» в матче против «Барселоны», который завершился поражением 1:3, и отметившись двумя забитыми мячами в ворота леверкузенского «Байера». Матч закончился победой 3:1.
Шола не показывал стабильную игру и, не будучи продуктивным голеадором, большинство матчей проводил как запасной игрок. В конце сезона 2005/06, из-за преследовавших команду травм, Амеоби получил регулярное место в стартовом составе и забил шесть голов в последних 12 играх Премьер-лиги.
В 2006 году в ходе розыгрыша Кубка Интертото, Амеоби отметился дублем в ворота норвежского «Лиллестрёма».
В течение сезона 2006/07 Амеоби нуждался в операции на бедре. Травма не давала ему покоя ещё в предыдущем сезоне. Но эпидемия травм среди нападающих клуба заставила его тогда отложить хирургическое вмешательство до лучших времен. В конечном итоге Гленн Редер был вынужден послать Шолу на операционный стол за два месяца до открытия зимнего трансферного окна, после выездного безголевого матча против «Манчестер Сити». Амеоби выбыл до конца сезона отыграв за команду 12 матчей и забив 5 голов.
Амеоби и ньюкасловская бригада врачей сообщили, что его операция на бедре в Соединённых Штатах имела успех, и что доктора клуба и медицинский штат будут работать над его дальнейшим восстановлением. Первоначально считалось, что он будет готов играть к началу следующего сезона. Но процесс восстановления быстро прогрессировал, и Амеоби возвратился на поле уже в последних трёх оставшихся играх сезона.
23 мая 2014 года было объявлено о том, что контракт с Шолой не был продлён, в результате чего он покидает клуб после 14-летней карьеры за «сорок».
11 июля 2014 года подписал контракт с клубом первой лиги чемпионата Турции «Газиантеп ББ».

### В сборной
Родившийся в Нигерии, Амеоби, на протяжении трёх лет выступал за молодёжную сборную Англии, забив в период между 2000 и 2003 семь мячей. По этому показателю занимает 8-е место среди бомбардиров за всю историю сборной. В 2012 году впервые получил вызов в национальную сборную Нигерии.

## Клубная статистика
По состоянию на 22 мая 2011
| 2010/11                  | Ньюкасл Юнайтед          | Премьер-лига             | 28  | 6  | 0  | 0 | 2  | 3 | -  | -  | 30  | 9  | 2  | 0 |
| 2009/10                  | Ньюкасл Юнайтед          | Чемпионшип               | 18  | 10 | 2  | 0 | 1  | 1 | –  | –  | 21  | 11 | 2  | 0 |
| 2008/09                  | Ньюкасл Юнайтед          | Премьер-лига             | 22  | 4  | 0  | 0 | 0  | 0 | –  | –  | 22  | 4  | 1  | 0 |
| 2007/08                  | Сток Сити (аренда)       | Чемпионшип               | 6   | 0  | 0  | 0 | 0  | 0 | –  | –  | 6   | 0  | 2  | 0 |
| 2007/08                  | Ньюкасл Юнайтед          | Премьер-лига             | 6   | 0  | 0  | 0 | 2  | 0 | –  | –  | 8   | 0  | 0  | 0 |
| 2006/07                  | Ньюкасл Юнайтед          | Премьер-лига             | 12  | 3  | 0  | 0 | 0  | 0 | 4  | 3  | 16  | 6  | 1  | 0 |
| 2005/06                  | Ньюкасл Юнайтед          | Премьер-лига             | 30  | 9  | 3  | 0 | 0  | 0 | 2  | 1  | 35  | 10 | 5  | 0 |
| 2004/05                  | Ньюкасл Юнайтед          | Премьер-лига             | 31  | 2  | 5  | 3 | 2  | 1 | 7  | 3  | 45  | 9  | 6  | 1 |
| 2003/04                  | Ньюкасл Юнайтед          | Премьер-лига             | 26  | 7  | 1  | 0 | 1  | 0 | 13 | 5  | 41  | 12 | 2  | 0 |
| 2002/03                  | Ньюкасл Юнайтед          | Премьер-лига             | 28  | 5  | 1  | 1 | 0  | 0 | 10 | 4  | 39  | 10 | 4  | 0 |
| 2001/02                  | Ньюкасл Юнайтед          | Премьер-лига             | 15  | 0  | 1  | 0 | 3  | 2 | 6  | 3  | 25  | 5  | 3  | 0 |
| 2000/01                  | Ньюкасл Юнайтед          | Премьер-лига             | 20  | 2  | 2  | 0 | 0  | 0 | –  | –  | 22  | 2  | 0  | 0 |
| Всего за Ньюкасл Юнайтед | Всего за Ньюкасл Юнайтед | Всего за Ньюкасл Юнайтед | 236 | 48 | 15 | 3 | 11 | 7 | 41 | 12 | 303 | 70 | 27 | 1 |
| Всего за карьеру         | Всего за карьеру         | Всего за карьеру         | 242 | 48 | 15 | 3 | 11 | 7 | 41 | 12 | 209 | 70 | 29 | 1 |

## Достижения
«Ньюкасл Юнайтед»
- Чемпионат Футбольной лиги Англии: 2009/10
- Кубок Интертото: 2006

## Личная жизнь
Старший брат футболистов Томи и Сэмми, которые играют за молодёжную команду «Ньюкасл».